# کنسول سدوم
کنسول سدوم (اسپانیایی: El cónsul de Sodoma‎) فیلمی اسپانیایی است که در سال ۲۰۰۹ منتشر شد.

## گزیدهٔ بازیگران
- جوردی مویا[۳]
- الکس برندمول[۳]
- ویکی پنیا[۳]
- مانولو سولو[۳]
- بلانکا سوآرس[۳]
- بیل دوران[۳]
- ایساک فریس[۳]